# Goran Ćurko
Goran Ćurko (Servisch: Горан Ћурко) (Novi Sad, 21 augustus 1968) is een Servische doelman die momenteel voor FK Proleter Novi Sad speelt.

## Loopbaan
Hij begon met professioneel voetbal bij FK Novi Sad in 1989. In zijn thuisland speelde hij verder nog voor Mogren Budva en FK Bečej. 
Daarna verkoos de keeper een avontuur in Duitsland, waar hij voor VfL Herzlake begon te spelen. Daarna trok hij naar 1. FC Nürnberg, waar hij 2 jaar verbleef.  Hierna kon Tennis Borussia Berlin hem strikken, waar hij ook 2 jaar speelde. Daarna volgden enkele korte passages in Duitsland, ditmaal bij Lokomotive Leipzig, Kickers Offenbach en Arminia Bielefeld. Zijn voorlopig laatste Duitse club werd SSV Reutlingen, waar hij wel continuïteit kon vinden en in totaal 80 wedstrijden speelde. 
Daarna keerde Ćurko terug naar zijn thuisland waar hij opeenvolgend bij ČSK Pivara
C. Zvezda Novi Sad en Proleter Novi Sad speelde.

## Clubs
- 1989 - 1991  : FK Vojvodina
- 1990 - 1991  : Mogren Budva
- 1991 - 1993  : FK Bečej
- 1993 - 1995  : VfL Herzlake
- 1995 - 1997  : 1. FC Nürnberg
- 1997 - 1999  : Tennis Borussia Berlin
- 1999 - 2000  : Lokomotive Leipzig
- 1999 - 2000  : Kickers Offenbach
- 2000 - 2001  : Arminia Bielefeld
- 2000 - 2003  : SSV Reutlingen
- 2003 - 2007  : ČSK Pivara
- 2007 - 2009  : C. Zvezda Novi Sad
- 2010 - ...   : FK Proleter Novi Sad